# Tháp

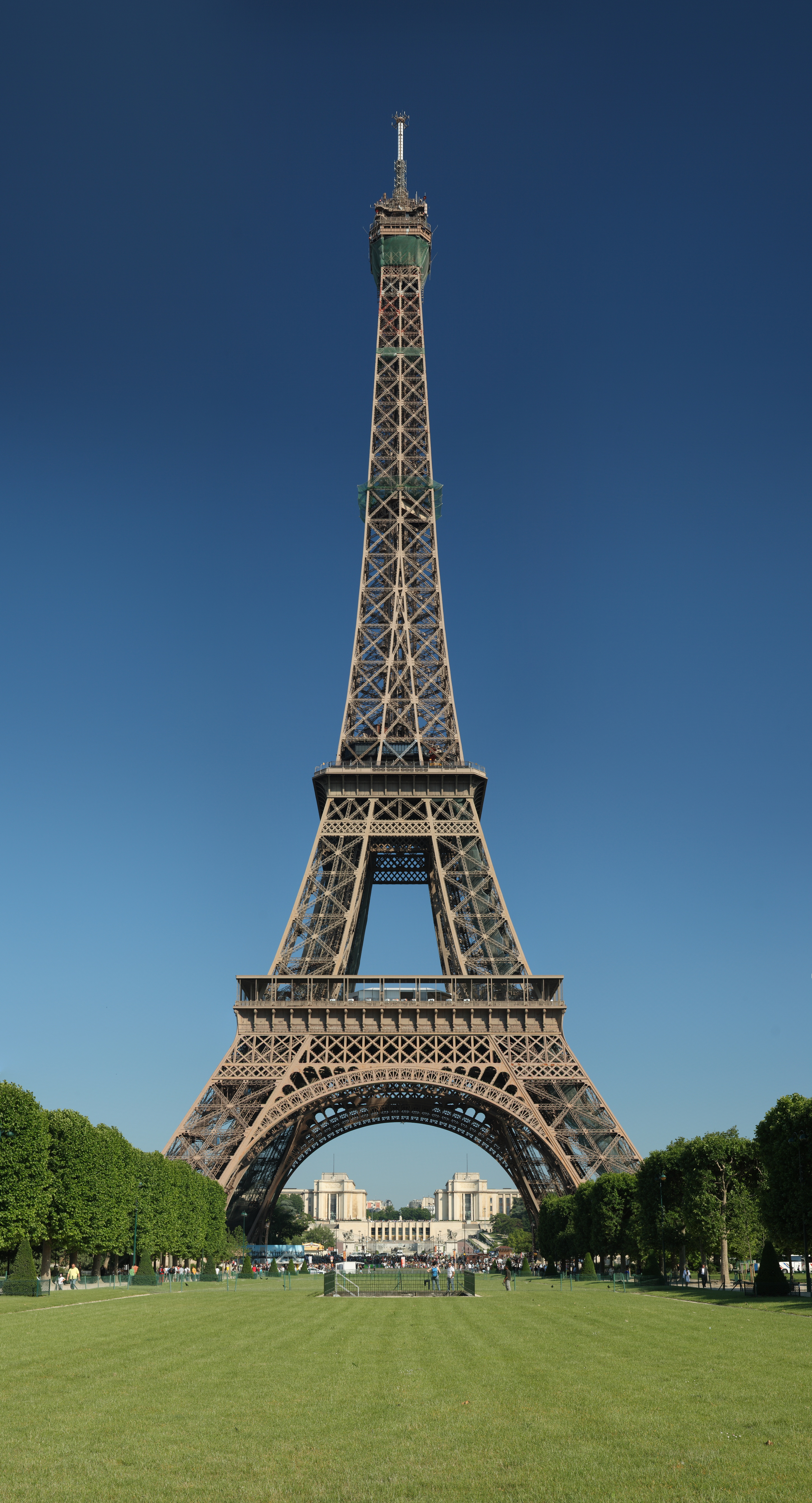
Tháp Eiffel ở Paris, Pháp.

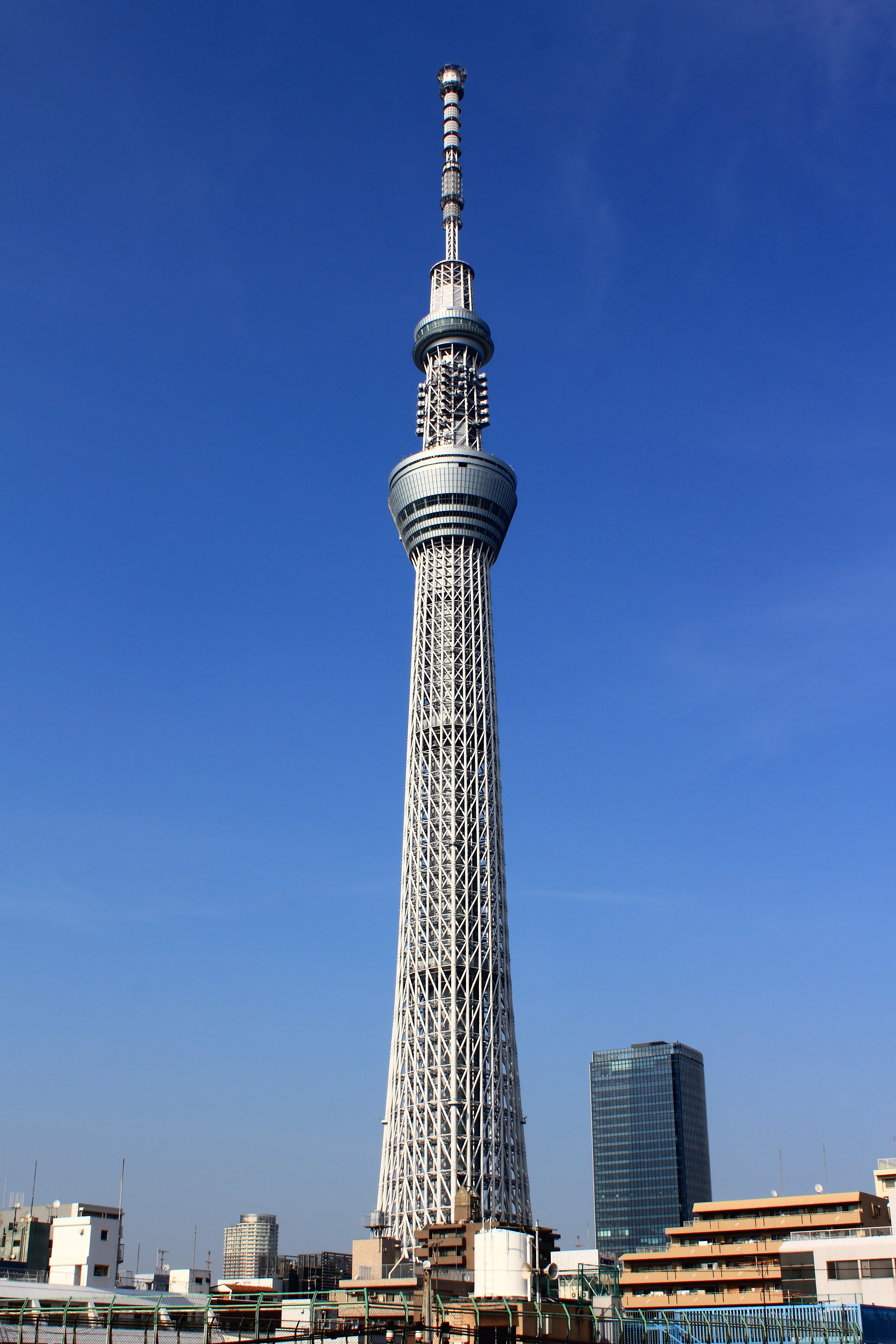
Tokyo Skytree tại Tokyo, Nhật Bản, tháp cao nhất thế giới

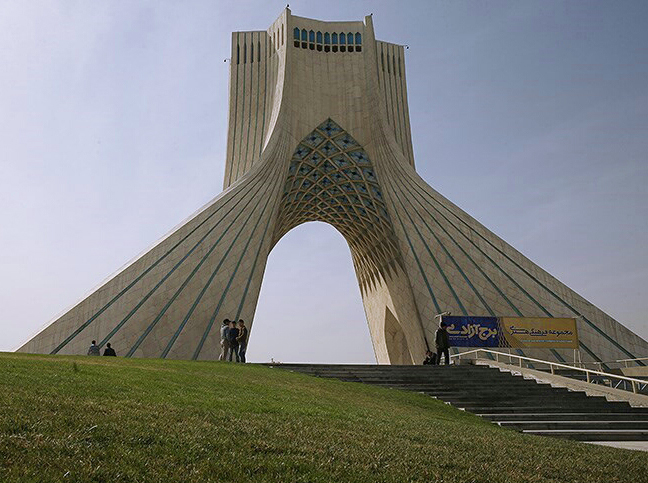
Tháp Azadi ở Tehran, Iran

Tháp là thể loại công trình kiến trúc cao, thường có chiều cao lớn hơn bề ngang một cách đáng kể. Giống như các tòa nhà cao tầng, tháp không cần có dây chằng buộc nên có thể tự đứng được. Tháp có thể là cấu trúc độc lập hoặc được hỗ trợ bởi các tòa nhà liền kề hoặc có thể là một đặc điểm trên đỉnh của một cấu trúc lớn hoặc tòa nhà. Trong ngôn ngữ hiện đại, "tháp" cũng được sử dụng để nhấn mạnh chiều cao, chỉ những tòa nhà cao tầng, đặc biệt là nhà chọc trời.

## Mục đích
Theo định nghĩa thường thấy, "tháp" khác biệt với "tòa nhà" vì chúng không được xây dựng để làm nơi con người sinh sống ở trong đó mà để phục vụ các chức năng khác. Thường thì công năng chính của tháp là lợi dụng chiều cao của chúng để có thể đạt được các mục đích khác nhau bao gồm: tích hợp hiển thị các vật thể khác gắn vào tháp như tháp đồng hồ, hải đăng, tháp chuông; hoặc ứng dụng chiều cao để có áp lực nước trong thủy tĩnh học dùng cho tháp nước; hoặc là một phần của một cấu trúc hoặc thiết bị lớn hơn để tăng khả năng quan sát xung quanh cho mục đích phòng thủ như một tòa lâu đài; hoặc là một cấu trúc để quan sát cho các mục đích giải trí thưởng ngoạn; hoặc là một cấu trúc cho mục đích viễn thông...

## Lịch sử
Towers đã được nhân loại sử dụng từ thời tiền sử. Lâu đời nhất được biết đến có thể là tháp đá tròn trong các bức tường của Neolithic Jericho (8000 TCN). Một số tháp sớm nhất là ziggurat, mà đã tồn tại trong kiến trúc Sumerian kể từ khi thiên niên kỷ 4 TCN. Các ziggurats nổi tiếng nhất bao gồm Sumerian Ziggurat of Ur, xây dựng thiên niên kỷ thứ 3 TCN, và Etemenanki, một trong những ví dụ nổi tiếng nhất của kiến trúc Babylon. Tháp sau được xây dựng tại Babylon vào thiên niên kỷ 2 TCN và được coi là tháp cao nhất của thế giới cổ đại.
Một số ví dụ còn sót lại sớm nhất là các cấu trúc xây dựng rải rác ở phía bắc của Scotland, là các tháp hình nón. Những ví dụ này và các ví dụ khác từ văn hóa Phoenicia và La Mã cổ đại nhấn mạnh việc sử dụng một tháp để củng cố vị trí quan trọng và đóng vai trò trọng điểm. Ví dụ, tên của thành phố Ma-rốc Mogador, được thành lập vào thiên niên kỷ thứ nhất TCN, được bắt nguồn từ từ Phoenician cho tháp canh ('migdol'). Người La Mã sử dụng tháp hình bát giác như là một phần của Diocletian's Palace tại Croatia, trong đó tượng đài có mốc thời gian khoảng 300 AD, trong khi Servian Walls (thế kỷ 4 TCN) và Aurelian Walls (thế kỷ 3) dùng các tháp hình vuông. Người Trung Quốc đã sử dụng tháp như là các yếu tố tích hợp của Vạn Lý Trường Thành vào năm 210 TCN dưới thời Nhà Tần. Tháp cũng là một cấu thành quan trọng trong các lâu đài.
Các tháp nổi tiếng bao gồm Tháp nghiêng Pisa tại Pisa, Ý xây từ 1173 đến 1372; hai tháp đôi tại Bologna, Ý xây từ 1109 đến 1119. Tháp Himalaya là các tháp đá ở Tây Tạng xây từ thế kỷ 14 đến thế kỷ 15.

## Tháp trong tôn giáo
Phần lớn các tôn giáo đều có xây dựng tháp trong cơ sở thờ tự của họ. Tháp chùa trong kiến trúc Phật giáo thường là nơi đựng tro di hài của Phật hay của sư tổ trụ trì chùa, bắt nguồn và biến thể từ kiến trúc stupa ở Ấn Độ. Tháp chuông trong các nhà thờ Kitô giáo thường là kết cấu cao nhất của nó, có treo những chiếc chuông để phát tín hiệu âm thanh vang xa quy tụ tín hữu. Tháp Chăm là cơ sở thờ tự tín ngưỡng của người Chăm.

## Cơ học
Lên đến một độ cao nhất định, một tòa tháp có thể được tạo ra với cấu trúc hỗ trợ với các mặt song song. Tuy nhiên, trên một độ cao nhất định, tải trọng nén của vật liệu bị vượt quá và tháp sẽ thất bại. Điều này có thể tránh được nếu cấu trúc hỗ trợ của tòa tháp xây dựng tòa nhà.
Giới hạn thứ hai là cấu trúc uốn cong, cấu trúc đòi hỏi độ cứng đủ để tránh bị phá vỡ dưới tải trọng mà nó phải đối mặt, đặc biệt là do gió. Nhiều tòa tháp rất cao có cấu trúc hỗ trợ của chúng ở ngoại vi của tòa nhà, làm tăng đáng kể độ cứng tổng thể.
Giới hạn thứ ba là năng động; một tòa tháp có thể thay đổi gió, gió xoáy, rối loạn địa chấn, v.v... Chúng thường được xử lý thông qua sự kết hợp giữa sức mạnh và độ cứng đơn giản, cũng như trong một số trường hợp điều chỉnh giảm chấn khối để làm giảm chuyển động. Thay đổi hoặc làm thon gọn các khía cạnh bên ngoài của tòa tháp với chiều cao tránh các rung động do sự biến đổi xoáy xảy ra dọc theo toàn bộ tòa nhà.